# Ava (Birmanie)
Cette page contient des caractères spéciaux ou non latins. S’ils s’affichent mal (▯, ?, etc.), consultez la page d’aide Unicode.
Pour les articles homonymes, voir Ava.
Ava ou Ratanapura (birman ရတနာပူရ, en pāli ऋअतनपुर la ville des pierres précieuses) est une ancienne capitale royale de Birmanie, située dans la Région de Mandalay, près de Sagaing et d'Amarapura. Elle porte aujourd'hui le nom d'Innwa (birman အင္ဝမ္ရုိ့).
Arrosée par l'Irrawaddy, elle se situe sur la rive orientale du fleuve, au nord du confluent de la Myitnge et en face de Sagaing, avec laquelle elle a fusionné en 1889.

## Histoire

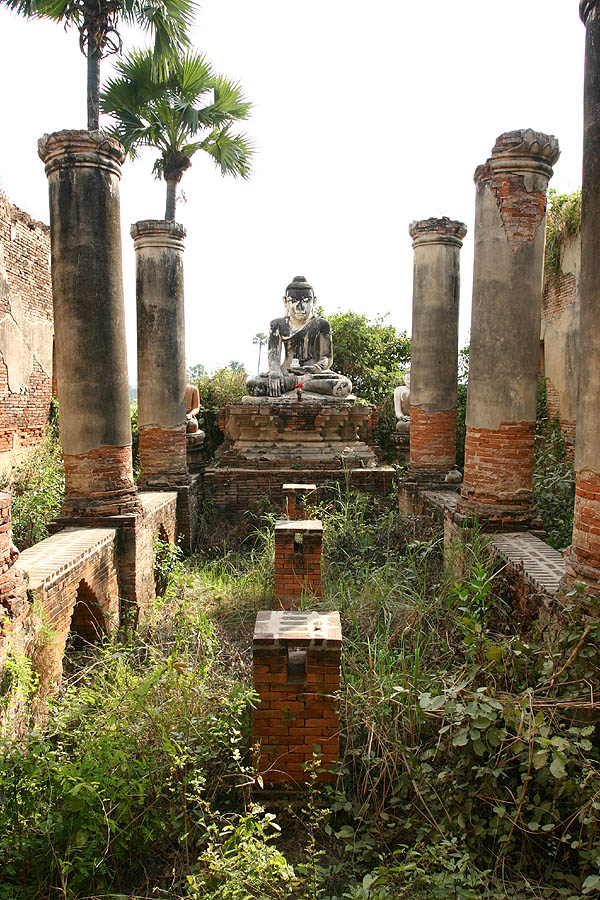
Ruines d'Ava.

La ville, fondée par Thadominbya en 1364, est la capitale du Royaume d'Ava aux XIVe et XVe siècles. Dotée de bâtiments religieux imitant ceux de Pagan, si ce n'est par la taille et la richesse, elle voit l'âge d'or de la culture birmane, avant d'être conquise par les Shans en 1527.
Ava retrouve son rang de capitale sous la seconde dynastie Taungû, de 1635 à 1752.
Elle est à nouveau capitale à deux reprises, sous la dynastie Konbaung de 1764 à 1783, puis de 1823 à 1841, période où survient un tremblement de terre qui la dévaste.
Il reste peu de choses de sa splendeur, la plupart de ses monuments ayant été rasés par un autre séisme en 1939.

## Centres d'intérêt
- Htihlaing Shin Paya : un stūpa construit par le roi Kyanzittha de Pagan (1084-1113).
- Maha Aung Mye Bonzan, communément appelé Me Nu Ok Kyaung (Monastère de brique de Me Nu), construit en 1818 par Nanmadaw Me Nu, épouse du roi Bagyidaw. Il est de style traditionnel, mais le matériau utilisé est inhabituel (les monastères birmans étaient ordinairement construits en bois)[2].
- Tour d'observation de Nanmyin, haute de 27 mètres, qui est tout ce qui reste du palais royal d'Ava.
- Judson Memorial : une plaque marque l'emplacement de la prison de Let Ma Yun, où le missionnaire américain Adoniram Judson a été incarcéré durant la première guerre anglo-birmane (1824-26).
- Pont d'Ava, construit par les britanniques en 1934, un pont cantilever à seize travées, permettant de rejoindre Sagaing et ayant été le seul jusqu'à une date récente à traverser l'Irrawaddy.